# Erika Bello
Erika Bello (Civitavecchia, 30 de noviembre de 1975) es una deportista italiana que compitió en remo.
Ganó una medalla de bronce en el Campeonato Mundial de Remo de 2012 y cuatro medallas en el Campeonato Europeo de Remo entre los años 2007 y 2010.

## Palmarés internacional
| Campeonato Mundial | Campeonato Mundial          | Campeonato Mundial | Campeonato Mundial  |
| Año                | Lugar                       | Medalla            | Prueba              |
| ------------------ | --------------------------- | ------------------ | ------------------- |
| 2012               | Plovdiv (Bulgaria)          | Medalla de bronce  | Cuatro scull ligero |
| Campeonato Europeo |                             |                    |                     |
| Año                | Lugar                       | Medalla            | Prueba              |
| 2007               | Poznań (Polonia)            | Medalla de bronce  | Doble scull ligero  |
| 2008               | Maratón (Grecia)            | Medalla de bronce  | Doble scull         |
| 2009               | Brest (Bielorrusia)         | Medalla de plata   | Cuatro scull        |
| 2010               | Montemor-o-Velho (Portugal) | Medalla de oro     | Cuatro scull ligero |